# Ragazzi Italiani
I Ragazzi Italiani sono stati un gruppo musicale italiano, formatosi nel 1994.

## Carriera
La formazione originale era composta da sette ragazzi di Roma: Max Petrassi, Pino Beccaria, Alessandro La Rocca, Manolo Bernardo, Fabrizio Crociani, Matteo Murgia e Alessandro Venturieri (Alex). Quest'ultimo, nel 1996, lascerà il gruppo, per ricoprire incarichi pubblici, venendo rimpiazzato da Attilio Fontana. I sette ragazzi sono ospiti fissi nella trasmissione Amici di Maria De Filippi, nel suo stato iniziale di talk show. Vennero presentati come la risposta italiana ai Take That.
Nel 1995, dopo varie apparizioni in altre trasmissioni televisive come Uno mattina e Target, nelle quali il gruppo riscuote un discreto successo, vengono pubblicati i due singoli Scrivi una canzone e Vivi, privi di Matteo Murgia, che intanto ha lasciato anche lui il gruppo. Nello stesso anno i Ragazzi Italiani firmano un contratto con la casa discografica PPM e pubblicano il loro primo album I Ragazzi Italiani, a cui collaborano Mike Francis, Leandro Barsotti, Francesco Migliacci, Massimo Calabrese e Franco Ventura.
Nel 1996 il gruppo prende parte ad altre trasmissioni televisive, come Aria fresca su Telemontecarlo o Su le mani, dove cantano la sigla finale (Volare volare). Inoltre partecipano al Festivalbar e pubblicano il CD Eravamo così, composto da nove cover precedentemente cantate a Su le mani.
Nel 1997, all'apice della loro notorietà, partecipano al Festival di Sanremo con il brano Vero amore, che, pur piazzandosi alla diciottesima posizione, ottiene un buon successo di vendite, diventando un vero e proprio tormentone. Per tale ragione vengono invitati anche allo speciale Sanremo Top dove vengono presentati i dieci maggiori successi discografici del festival appena passato, ed in seguito al Sanremo International, dove vengono premiati con il loro primo Disco d'oro. Dopo questa esperienza iniziano un tour in giro per l'Italia.
Nel dicembre 1997 pubblicano il loro terzo album È tempo..., questa volta per la casa discografica BMG, che viene pubblicato anche per il mercato spagnolo. I Ragazzi Italiani effettuano alcuni tour in Argentina e Canada per promuovere il disco. Inoltre partecipano a Un disco per l'estate con il brano Chiamandoamando.
Nel 1999, Pino Beccaria lascia il gruppo e nello stesso anno viene pubblicato il disco 999, in cui partecipa in un duetto anche La Pina. Dopo aver pubblicato il greatest hits Diario di bordo, nel 2000 anche Attilio Fontana lascia i Ragazzi Italiani, e viene sostituito da David Gionfriddo.
Nel 2002, dopo la pubblicazione di soli tre singoli, anche David Gionfriddo lascia il gruppo e al suo posto entra nel gruppo Andrea Artipoli, ex cantante del gruppo Hit 440. Con questa formazione i Ragazzi Italiani nel 2004 partecipano alla trasmissione televisiva Libero come ospiti fissi. Dopo questa avventura il gruppo, seppur mai ufficialmente sciolto, ha cessato ogni attività.
Tornano ad esibirsi insieme il 31 gennaio 2018 durante la terza puntata di 90 Special, trasmissione condotta da Nicola Savino su Italia 1, raccogliendo un ottimo consenso da parte del pubblico con una versione acustica del loro più grande successo Vero amore.

## Membri del gruppo
- Alessandro La Rocca (Capua, 23 novembre 1973)

In seguito ha partecipato al reality show Il ristorante
- Attilio Fontana (Roma, 15 febbraio 1974)

In seguito ha inciso degli album come solista, collaborato a dei musical con Lucio Dalla e recitato in varie fiction; ha anche vinto la terza edizione di Tale e quale show
- Manolo Bernardo (Roma, 9 febbraio 1972)

In seguito ha lavorato come autore televisivo per trasmissioni di Canale 5 come Cultura moderna
- Pino Beccaria (Roma, 11 ottobre 1976) In seguito ha inciso il suo album come solista nell 2000, intitolato Fotosintesi sotto l’etichetta BMG Ricordi.
- Fabrizio Crociani (Roma, 29 maggio 1973)

## Discografia
- 1995 - I Ragazzi Italiani
- 1996 - Eravamo così
- 1997 - Vero amore
- 1998 - È tempo...
- 1999 - 999
- 1999 - Diario di bordo